# Середній об'єм еритроцита
Середній об'єм еритроцита, також відомо як середній корпускулярний об'єм [англ: mean corpuscular volume (MCV)], розраховується шляхом множення об'єму крові на частку клітинної крові (гематокрит) і поділу цього добутку на кількість еритроцитів [червонокрівців, англ. red blood cell (RBC)] у цьому обсязі.  Середній корпускулярний об'єм, є частиною загального клінічного аналізу крові.
У недужих з анемією, саме вимірювання MCV, дозволяє розпізнати мікроцитарну анемію (MCV нижче норми), нормоцитарну анемію (MCV в межах норми) та макроцитарну анемію (MCV вище за норму).  Нормоцитарна анемія, зазвичай вважається такою, через те що кістковий мозок, ще не відреагував зміною об'єму клітин, що зрідка відбувається під час крововтрати і гемолізу.
Якщо MCV визначали за допомогою автоматизованого обладнання, підсумок можна порівняти з морфологією еритроцитів у мазку периферичної крові, де нормальні еритроцити, мають розмір ядра нормального лімфоцита.  Будь-яке відхилення зазвичай, вказує або на несправне обладнання, або на помилку лаборанта, хоча є деякі стани, які відзначаються високим MCV без мегалобластних клітин.
Для подальшого уточнення, його можна використовувати заради розрахунку розбігу розмірів еритроцитів (англ: red blood cell distribution width (RDW)).  RDW, це показник, що обчислюється під час статистичного розрахунку, виконаного автоматичними аналізаторами, який відбиває мінливість об'єму та форми еритроцитів.

## Розрахунок
Для розрахунку MCV, гематокрит (Hct) ділиться на концентрацію червонокрівців\еритроцитів ([RBC])
{\displaystyle {\textit {MCV}}={\frac {\textit {Hct}}{[{\text{RBC}}]}}}
Зазвичай, MCV передається у фемтолітрах ( fL , або 10-15 л), а концентрація еритроцитів — в мільйонах на мікролітр (10 6 / мкл). Нормальний розбіг для MCV, становить 80–100  fL.
Якщо гематокрит передається у відсотках, концентрація еритроцитів — у мільйонах на мікролітр, а MCV — в фемтолітрах, формула прибирає вигляд
{\displaystyle {\textit {MCV}}/\mathrm {L} ={\frac {{\mathit {Hct\%}}/100}{[{\text{RBCmmL}}]\times (10^{6}/10^{-6})/\mathrm {L} ^{-1}}}}
{\displaystyle {\textit {MCV}}/\mathrm {fL} ={\textit {MCV}}/(10^{-15}\,\mathrm {L} )=10^{15}{\frac {{\mathit {Hct\%}}/100}{[{\text{RBCmmL}}]\times 10^{12}}}={\frac {{\mathit {Hct\%}}\times 10}{[{\text{RBCmmL}}]}}}
MCV можна визначити в декілька способів, за допомогою автоматичних аналізаторів. У чутливих щодо об'єму, автоматичних лічильниках клітин крові,  як от лічильник Коултера, еритроцити минують один за одним невеликий отвір і виробляють сигнал, прямо пропорційний їхньому об'єму. Інші автоматичні лічильники вимірюють об'єм еритроцитів за допомогою методів, які визначають заломлене, дифраговане чи розсіяне світло.

## Тлумачення
Нормальний зразковий, референсний діапазон, зазвичай становить 80-100 мкл.
Високий
У разі злоякісної анемії (макроцитарної), MCV може досягати 150 фемтолітрів (як і підвищений показник ГГТ та співвідношення  AST/ALT ratio  2:1).  Брак вітаміну B12 та/або фолієвої кислоти, також пов'язаний з макроцитарною анемією (високі показники MCV).
Низький
Найбільш частими причинами мікроцитарної анемії, є нестача заліза (через невідповідне харчування, шлунково-кишкова або менструальна крововтрата), таласемія, сидеробластна анемія або хронічні захворювання.  Під час залізодефіцитної анемії (мікроцитарна анемія) він може становити від 60 до 70 фемтолітрів.  У деяких випадках таласемії, MCV може бути занизьким, навіть якщо у недужого немає дефіциту заліза.
У птахів
У птахів різні гематологічні показники (зокрема гематокрит), вже давно використовувалися для оцінки стану особин і популяцій.
На початку 2000-х було доведено, що ці параметри крові, є хорошими показниками репродуктивної здатності, наприклад, великих поморників Catharacta skua в дикій природі.  MCV самців у цих птахів, суттєво та позитивно співвідносився із датою вилуплення, а MCV обох статей, негативно співвідносився із кількістю життєздатних пташенят (хоча відповідності між цими параметрами оцінки репродуктивною ефективністю та гематокритом, не було).  У дорослих самців і самиць, як і у курчат, це, ймовірно, впливає на репродуктивну здатність через пошук їжі та догляд за яйцями чи курчатами, параметр, який може бути більш важливим для самиць (внесок в харчування).  Це дослідження було першим, яке зосередилося на популяції хребетних, що живе на волі.  Використання середнього корпускулярного об’єму, як показника здоров’я птахів, усуває деякі недоліки моніторингу гематокриту.